# Phorbas osculosus
Phorbas osculosus är en svampdjursart som först beskrevs av Topsent 1892.  Phorbas osculosus ingår i släktet Phorbas och familjen Hymedesmiidae. Inga underarter finns listade i Catalogue of Life.